# Окружна јавна тужилаштва Републике Српске
Окружна јавна тужилаштва Републике Српске су самостални државни органи који предузимају законом одређене мјере у погледу откривања и гоњења учинилаца кривичних дјела.
Оснивају се за подручја окружних судова.

## Организација
Функцију окружног јавног тужилаштва врше главни окружни јавни тужилац, замјеник главног окружног јавног тужиоца и окружни јавни тужилац. Радом окружног јавног тужилаштва руководи и представља га главни окружни јавни тужилац. Окружна јавна тужилаштва поступају пред основним и окружним судовима. Могу постојати и подручне канцеларије окружног јавног тужилаштва у одређеним општинама.
Организација окружних јавних тужилаштава, број административно-техничког особља и услови за обављање послова утврђују се Правилником о унутрашњој организацији и пословању јавних тужилаштава Републике Српске. Главни окружни јавни тужилац руководи тужилачком управом и доноси општа упутства за рад тужилачких и административних одјељења.
Све окружне јавне тужиоце именује Високи судски и тужилачки савјет Босне и Херцеговине.